# Demi Evans
Pour les articles homonymes, voir Evans.
 (juin 2017).
 (juin 2017).
Demi Evans, de son vrai nom Demetrious Evans, est une chanteuse américaine de blues, soul et jazz née en 1965 à North Dallas (en), Texas, aux États-Unis.

## Biographie

### Enfance
Demi Evans grandit sans son père, un musicien appartenant à l'orchestre de Bobby Blue Bland. Durant sa jeunesse, elle fait face à la violence du ghetto afro-américain du nord de Dallas.

### Carrière
Elle commence des études de mode au sein d'une école de mannequinat à Dallas, avant de suivre  sa famille à Los Angeles, où elle commence sa carrière dans ce milieu[Quand ?].
Par la suite, elle déménage à New York où elle débute dans le milieu du spectacle par des imitations de Grace Jones dans des cabarets gays, avant de devenir mannequin en Europe pour Jean-Paul Gaultier et Christian Lacroix. 
Quelques succès populaires en Allemagne lui permettent d’intégrer l’entourage de Stevie Wonder, cette rencontre la poussant à renoncer définitivement à la haute couture afin de se consacrer pleinement à la scène musicale.
Blessée lors d'un accident de voiture en 1995, sa carrière reprend de l'ampleur grâce à ses rencontres avec le batteur Paco Séry, le bassiste Big Joe Turner et enfin Jean-Jacques Milteau, avec lequel elle collabore dans des featurings sur les albums Fragile (2006) et Live, Hot'N Blue (2007).
Forte de sa popularité en Europe, notamment en France où elle est davantage connue qu'aux États-Unis, elle se produit à L'Olympia de Paris en 2007.
Elle est produite par Jambo Productions et éditée par Aaélya Music Editions.

## Discographie
- 2005 : Pacific Blue (Live) avec Jean-Jacques Milteau et Manu Galvin (Le Souffle du Blues)
- 2006 : Fragile avec Michelle Shocked et Jean-Jacques Milteau
- 2007 : Live, hot n'blue avec Jean-Jacques Milteau et Andrew Jones[Lequel ?]
- 2008 : Why do you run (auteurs/compositeurs : Demi Evans et Frédéric Morisset)[5]
- 2009 : My America (auteurs/compositeurs : Demi Evans et Frédéric Morisset)
- 2012 : Live, Life, Live